# Tomás González Tevar

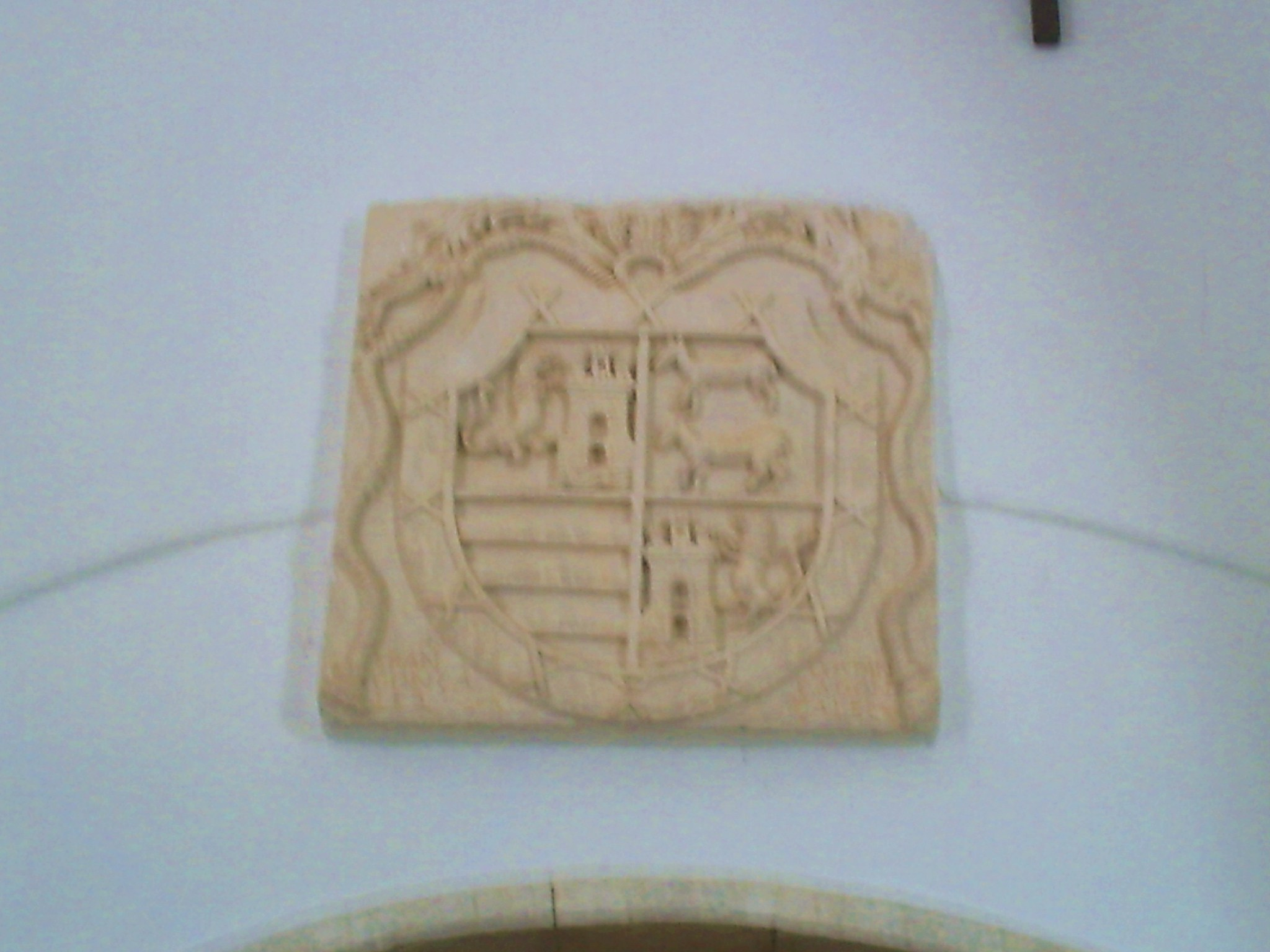
Escudo de la familia Tevar, en el interior de la Ermita de la Virgen del Campo, en Valdecañas de Cerrato.

Tomás González Tevar fue un canónigo racionario de la Santa Iglesia Catedral de Córdoba. Nació en Valdecañas de Cerrato, en la provincia de Palencia, España. Ocupó el cargo de Comisionado del Santo Oficio de la Inquisición y fue el impulsor de la Fundación Cultural «Obra Pia de Tevar».

## Fundación Cultural «Obra Pía de Tevar»
La Obra Pía de Tevar, la fechó Tomás, el 1 de octubre de 1660, dotándola de rentas de distintas localidades, como Tabanera de Cerrato, Villahán y Dueñas.

Ordenó que las rentas, «entrasen en arca de tres llaves que tiene hecha y declarada en la iglesia parroquial de Valdecañas de Cerrato», instituyendo tres "patronos-administradores" perpetuos.

Entre los fines de la Fundación, podemos enumerar los siguientes:

«Misas. Dotes para dos huérfanos cada año. Que en Valdecañas de Cerrato haya un maestro de Escuela. Que se den ayudas para dos personas que puedan seguir estudios universitarios, siendo preferentes sus familiares.»

Contaba en 1660 con una renta de 105.261 maravedis al año, en 1940 quedó reducida a un nominal de 2.465 pesetas, según Resolución del Ministerio de la Gobernación, de abril de 1941. Actualmente depende desde 1982, de la Dirección Provincial de Trabajo de Palencia, y sus fines debido a la falta de recursos, han quedado reducidos a la celebración de la Fiesta del Santísimo Sacramento y las Misas, es decir, las mandas eclesiásticas que todos los años recibe el párroco a través de la citada Dirección Provincial.